# 120349 Kalas
120349 Kalas este un asteroid din centura principală de asteroizi.

## Descriere
120349 Kalas este un asteroid din centura principală de asteroizi. A fost descoperit pe 12 decembrie 2004 la Observatorul Jarnac din Vail-Jarnac. Asteroidul prezintă o orbită caracterizată de o semiaxă mare de 3,07 ua, o excentricitate de 0,07 și o înclinație de 13,5° în raport cu ecliptica.